# 上山勘太郎 (15代)
15代上山 勘太郎（うえやま かんたろう、前名・英之助、1889年9月 - 1942年）は、日本の商人（天産物直輸出商）、実業家。大日本除虫菊社長を務めた。大日本除虫菊の創業者上山英一郎の長男。

## 経歴
和歌山県人・上山英一郎の長男、英三、十六代勘太郎（前名・英夫）の兄である。先代上山勘太郎の養子となり、1908年、上山家15代の家督を相続し、前名英之助を改め襲名した。
東京高等商業学校に学び、天産物直輸出商を営んだ。ユーゴスラビア国に紀州産蜜柑苗を移植、寄贈した。1930年、大日本除虫粉社長に就任した。1939年、日本除虫菊輸出組合理事長に就任した。
大阪商工会議所貿易部長、ユーゴスラビア国日本駐箚名誉領事、大日本除虫菊、朝鮮除虫菊、箕島倉庫運送、関西金鳥販売、東京金鳥販売各社長、南海水力電気、松下電工、信太山ゴルフ各取締役、岸和田煉瓦綿業、日本レイヨン、白浜温泉土地倶楽部、南海鉄道、満州製紙、大阪ゴルフ、上山殖産各監査役などを務めた。
1942年、陸海軍嘱託として東南アジアに出張中、シンガポールで航空機事故のため死去した。

## 人物
外交官を志したが、養父母の喪に遭い、親族一同の懇望により意志を翻し、郷里にあって上山家の家政を司り、傍ら実父英一郎の片腕となって産業立国のため、郷土の進歩発展のためにと、実業界に活躍する。その型は純英国式の紳士である。
趣味は俳句、ゴルフ。宗教は浄土宗。住所は兵庫県西宮市夙川松風町、森具奥畑。大阪府在籍。著書には『欧米漫筆』、『実伝紀伊国屋文左衛門』などがある。

## 家族・親族
上山家
- 妻・キミ（1898年 - ?、和歌山、御前綱一の妹）[1][2]
- 娘[1]